# Célia Šašić
Célia Šašić (ur. 27 czerwca 1988 w Bonn jako Célia Okoyino da Mbabi) – niemiecka piłkarka o kameruńsko–francuskich korzeniach. Była zawodniczka SC 07 Bad Neuenahr i 1. FFC Frankfurt w kobiecej Bundeslidze, wielokrotna reprezentantka kraju, brązowa medalistka Igrzysk Olimpijskich w Pekinie 2008 z reprezentacją Niemiec.

## Kariera

### Klub
Šašić rozpoczęła swoją karierę piłkarską w wieku pięciu lat w sekcji młodzieżowej TuS Germania Hersel, gdzie grała do 2000 roku. Po występach w kilku innych zespołach juniorskich, w 2004 roku dołączyła do SC 07 Bad Neuenahr występującego w kobiecej Bundeslidze. W drugim sezonie w klubie w 16 meczach zdobyła 15 bramek, za co otrzymała brązowy medal Fritza Waltera dla trzeciej najlepszej juniorki. W marcu 2007 roku doznała złamania kości piszczelowej w meczu ligowym przeciwko Bayernowi Monachium.

#### 1. FFC Frankfurt
30 czerwca 2013 roku, jeszcze jako Célia Okoyino da Mbabi, podpisała dwuletni kontrakt z 1. FFC Frankfurt.
W maju 2015 odrzuciła propozycję klubu o przedłużenie kontraktu i z końcem sezonu 2014–2015 odeszła z 1. FFC Frankfurt na zasadzie wolnego transferu
16 lipca 2015 roku, w wieku 27 lat, Célia Šašić poinformowała o zakończeniu kariery piłkarskiej.

### Reprezentacja
Célia Okoyino da Mbabi, dzięki matce miała obywatelstwo francuskie. Z uwagi na sukcesy piłkarskie, w 2004 roku Deutscher Fußball-Bund zaproponowało jej przyjęcie obywatelstwa niemieckiego. W tym samym roku Okoyino da Mbabi wniosła wkład w zwycięstwo reprezentacji Niemiec w Mistrzostwach Świata U-19, strzelając trzy bramki w fazie grupowej.
W styczniu 2005 piłkarka zadebiutowała w dorosłej reprezentacji w przegranym 0:1 meczu z Australią. Pierwsze trafienie zanotowała w meczu towarzyskim z Kanadą, strzelając bramkę na 2:3, w wygranym przez Niemki spotkaniu 3:4. Złamanie piszczeli przekreśliło jej udział w Mistrzostwach Świata 2007 rozgrywanych w Chinach.
W 2008 roku wywalczyła z reprezentacją brąz na Igrzyskach Olimpijskich, a rok później świętowała mistrzostwo Europy. W obu tych turniejach była rezerwową. Powołano ją także na finały Mistrzostw Świata w Niemczech w 2011, gdzie Bundesteam odpadł w ćwierćfinale po porażce 0:1 z Japonią. W 2013 ponownie, wraz z drużyną, zdobyła mistrzostwo Europy. Strzeliła wtedy dwie bramki w meczu grupowym z Islandią.
Ostatnim turniejem międzynarodowym dla Šašić były Mistrzostwa Świata w Piłce Nożnej Kobiet 2015. W pierwszym meczu Niemek na turnieju, 7 czerwca przeciwko reprezentacji Wybrzeża Kości Słoniowej strzeliła hat-tricka. W 1/16 finału strzeliła dwie bramki Szwedkom i wykorzystała rzut karny w ćwierćfinale z Francją. W półfinale przeciwko reprezentacji USA zmarnowała ważny rzut karny, przez co Niemcy zostały wyeliminowane z turnieju. Šašić prowadziła w klasyfikacji strzeleckiej z sześcioma bramkami. W finale Amerykanka Carli Lloyd zdobyła hat-tricka, czym zrównała się z Niemką strzelonymi bramkami i asystami (obie miały po sześć trafień i jednej asyście). Z uwagi na mniejszą liczbę rozegranych meczów na turnieju, Złoty But dla najskuteczniejszej piłkarki trafił w ręce Célii Šašić.
Krótko po zakończeniu Mistrzostw Świata, piłkarka ogłosiła zakończenie kariery.

#### Bramki w reprezentacji
| Bramki dla reprezentacji Niemiec | Bramki dla reprezentacji Niemiec | Bramki dla reprezentacji Niemiec | Bramki dla reprezentacji Niemiec | Bramki dla reprezentacji Niemiec | Bramki dla reprezentacji Niemiec | Bramki dla reprezentacji Niemiec       |
| #                                | Data                             | Miejsce                          | Przeciwnik                       | Bramka                           | Wynik                            | Rozgrywki                              |
| -------------------------------- | -------------------------------- | -------------------------------- | -------------------------------- | -------------------------------- | -------------------------------- | -------------------------------------- |
| 1.                               | 4 września 2005                  | Edmonton, Kanada                 | Kanada                           | 3:2                              | 4:3                              | mecz towarzyski                        |
| 2.                               | 25 października 2006             | Aalen, Niemcy                    | Anglia                           | 5:1                              | 5:1                              | mecz towarzyski                        |
| 3.                               | 23 listopada 2006                | Karlsruhe, Niemcy                | Japonia                          | 3:0                              | 6:3                              | mecz towarzyski                        |
| 4.                               | 25 lipca 2009                    | Sinsheim, Niemcy                 | Holandia                         | 6:0                              | 6:0                              | mecz towarzyski                        |
| 5.                               | 7 września 2009                  | Helsinki, Finlandia              | Norwegia                         | 2:1                              | 3:1                              | EURO 2009                              |
| 6.                               | 17 lutego 2010                   | Duisburg, Niemcy                 | Korea Północna                   | 3:0                              | 3:0                              | mecz towarzyski                        |
| 7.                               | 15 września 2010                 | Drezno, Niemcy                   | Kanada                           | 5:0                              | 5:0                              | mecz towarzyski                        |
| 8.                               | 21 maja 2011                     | Ingolstadt, Niemcy               | Korea Północna                   | 2:0                              | 2:0                              | mecz towarzyski                        |
| 9.                               | 3 czerwca 2011                   | Osnabrück, Niemcy                | Francja                          | 4:0                              | 5:0                              | mecz towarzyski                        |
| 10.                              | 7 czerwca 2011                   | Akwizgran, Niemcy                | Holandia                         | 1:0                              | 5:0                              | mecz towarzyski                        |
| 11.                              | 26 czerwca 2011                  | Berlin, Niemcy                   | Kanada                           | 2:0                              | 2:1                              | Mistrzostwa Świata 2011                |
| 12.                              | 5 lipca 2011                     | Mönchengladbach, Niemcy          | Francja                          | 4:2                              | 4:2                              | Mistrzostwa Świata 2011                |
| 13.                              | 19 listopada 2011                | Wiesbaden, Niemcy                | Kazachstan                       | 1:0                              | 17:0                             | kwalifikacje do EURO 2013              |
| 14.                              | 19 listopada 2011                | Wiesbaden, Niemcy                | Kazachstan                       | 3:0                              | 17:0                             | kwalifikacje do EURO 2013              |
| 15.                              | 19 listopada 2011                | Wiesbaden, Niemcy                | Kazachstan                       | 5:0                              | 17:0                             | kwalifikacje do EURO 2013              |
| 16.                              | 19 listopada 2011                | Wiesbaden, Niemcy                | Kazachstan                       | 6:0                              | 17:0                             | kwalifikacje do EURO 2013              |
| 17.                              | 15 lutego 2012                   | Izmir, Turcja                    | Turcja                           | 2:0                              | 5:0                              | kwalifikacje do EURO 2013              |
| 18.                              | 5 marca 2012                     | Parchal, Portugalia              | Szwecja                          | 1:0                              | 4:0                              | Puchar Algarve 2012                    |
| 19.                              | 5 marca 2012                     | Parchal, Portugalia              | Szwecja                          | 2:0                              | 4:0                              | Puchar Algarve 2012                    |
| 20.                              | 5 marca 2012                     | Parchal, Portugalia              | Szwecja                          | 3:0                              | 4:0                              | Puchar Algarve 2012                    |
| 21.                              | 7 marca 2012                     | Faro, Portugalia                 | Japonia                          | 2:0                              | 4:3                              | Puchar Algarve 2012                    |
| 22.                              | 7 marca 2012                     | Faro, Portugalia                 | Japonia                          | 3:2                              | 4:3                              | Puchar Algarve 2012                    |
| 23.                              | 7 marca 2012                     | Faro, Portugalia                 | Japonia                          | 4:3                              | 4:3                              | Puchar Algarve 2012                    |
| 24.                              | 31 marca 2012                    | Mannheim, Niemcy                 | Hiszpania                        | 1:0                              | 5:0                              | kwalifikacje do EURO 2013              |
| 25.                              | 31 marca 2012                    | Mannheim, Niemcy                 | Hiszpania                        | 2:0                              | 5:0                              | kwalifikacje do EURO 2013              |
| 26.                              | 31 marca 2012                    | Mannheim, Niemcy                 | Hiszpania                        | 4:0                              | 5:0                              | kwalifikacje do EURO 2013              |
| 27.                              | 31 marca 2012                    | Mannheim, Niemcy                 | Hiszpania                        | 5:0                              | 5:0                              | kwalifikacje do EURO 2013              |
| 28.                              | 5 kwietnia 2012                  | Aarau, Szwajcaria                | Szwajcaria                       | 1:0                              | 6:0                              | kwalifikacje do EURO 2013              |
| 29.                              | 5 kwietnia 2012                  | Aarau, Szwajcaria                | Szwajcaria                       | 3:0                              | 6:0                              | kwalifikacje do EURO 2013              |
| 30.                              | 5 kwietnia 2012                  | Aarau, Szwajcaria                | Szwajcaria                       | 5:0                              | 6:0                              | kwalifikacje do EURO 2013              |
| 31.                              | 5 kwietnia 2012                  | Aarau, Szwajcaria                | Szwajcaria                       | 6:0                              | 6:0                              | kwalifikacje do EURO 2013              |
| 32.                              | 15 września 2012                 | Karaganda, Kazachstan            | Kazachstan                       | 1:0                              | 7:0                              | kwalifikacje do EURO 2013              |
| 33.                              | 15 września 2012                 | Karaganda, Kazachstan            | Kazachstan                       | 3:0                              | 7:0                              | kwalifikacje do EURO 2013              |
| 34.                              | 19 września 2012                 | Duisburg, Niemcy                 | Turcja                           | 1:0                              | 10:0                             | kwalifikacje do EURO 2013              |
| 35.                              | 19 września 2012                 | Duisburg, Niemcy                 | Turcja                           | 7:0                              | 10:0                             | kwalifikacje do EURO 2013              |
| 36.                              | 11 marca 2013                    | Lagos, Portugalia                | Norwegia                         | 1:0                              | 2:0                              | Puchar Algarve 2013                    |
| 37.                              | 5 kwietnia 2013                  | Offenbach am Main, Niemcy        | Stany Zjednoczone                | 2:3                              | 3:3                              | mecz towarzyski                        |
| 38.                              | 15 czerwca 2013                  | Essen, Niemcy                    | Szkocja                          | 2:0                              | 3:0                              | mecz towarzyski                        |
| 39.                              | 15 czerwca 2013                  | Essen, Niemcy                    | Szkocja                          | 3:0                              | 3:0                              | mecz towarzyski                        |
| 40.                              | 29 czerwca 2013                  | Monachium, Niemcy                | Japonia                          | 2:1                              | 4:2                              | mecz towarzyski                        |
| 41.                              | 29 czerwca 2013                  | Monachium, Niemcy                | Japonia                          | 3:2                              | 4:2                              | mecz towarzyski                        |
| 42.                              | 14 lipca 2013                    | Växjö, Szwecja                   | Islandia                         | 2:0                              | 3:0                              | EURO 2013                              |
| 43.                              | 14 lipca 2013                    | Växjö, Szwecja                   | Islandia                         | 3:0                              | 3:0                              | EURO 2013                              |
| 44.                              | 21 września 2013                 | Chociebuż, Niemcy                | Rosja                            | 1:0                              | 9:0                              | kwalifikacje do Mistrzostw Świata 2015 |
| 45.                              | 26 października 2013             | Koper, Słowenia                  | Słowenia                         | 1:0                              | 13:0                             | kwalifikacje do Mistrzostw Świata 2015 |
| 46.                              | 26 października 2013             | Koper, Słowenia                  | Słowenia                         | 6:0                              | 13:0                             | kwalifikacje do Mistrzostw Świata 2015 |
| 47.                              | 26 października 2013             | Koper, Słowenia                  | Słowenia                         | 10:0                             | 13:0                             | kwalifikacje do Mistrzostw Świata 2015 |
| 48.                              | 30 października 2013             | Frankfurt nad Menem, Niemcy      | Chorwacja                        | 1:0                              | 4:0                              | kwalifikacje do Mistrzostw Świata 2015 |
| 49.                              | 27 listopada 2013                | Osijek, Chorwacja                | Chorwacja                        | 2:0                              | 8:0                              | kwalifikacje do Mistrzostw Świata 2015 |
| 50.                              | 5 marca 2014                     | Albufeira, Portugalia            | Islandia                         | 3:0                              | 5:0                              | Puchar Algarve 2014                    |
| 51.                              | 13 września 2014                 | Moskwa, Rosja                    | Rosja                            | 2:1                              | 4:1                              | kwalifikacje do Mistrzostw Świata 2015 |
| 52.                              | 13 września 2014                 | Moskwa, Rosja                    | Rosja                            | 3:1                              | 4:1                              | kwalifikacje do Mistrzostw Świata 2015 |
| 53.                              | 13 września 2014                 | Moskwa, Rosja                    | Rosja                            | 4:1                              | 4:1                              | kwalifikacje do Mistrzostw Świata 2015 |
| 54.                              | 23 listopada 2014                | Londyn, Anglia                   | Anglia                           | 2:0                              | 3:0                              | mecz towarzyski                        |
| 55.                              | 23 listopada 2014                | Londyn, Anglia                   | Anglia                           | 3:0                              | 3:0                              | mecz towarzyski                        |
| 56.                              | 9 marca 2015                     | Parchal, Portugalia              | Brazylia                         | 3:1                              | 3:1                              | Puchar Algarve 2015                    |
| 57.                              | 8 kwietnia 2015                  | Fürth, Niemcy                    | Brazylia                         | 1:0                              | 4:0                              | mecz towarzyski                        |
| 58.                              | 7 czerwca 2015                   | Ottawa, Kanada                   | Wybrzeże Kości Słoniowej         | 1:0                              | 10:0                             | Mistrzostwa Świata 2015                |
| 59.                              | 7 czerwca 2015                   | Ottawa, Kanada                   | Wybrzeże Kości Słoniowej         | 2:0                              | 10:0                             | Mistrzostwa Świata 2015                |
| 60.                              | 7 czerwca 2015                   | Ottawa, Kanada                   | Wybrzeże Kości Słoniowej         | 4:0                              | 10:0                             | Mistrzostwa Świata 2015                |
| 61.                              | 20 czerwca 2015                  | Ottawa, Kanada                   | Szwecja                          | 2:0                              | 4:1                              | Mistrzostwa Świata 2015                |
| 62.                              | 20 czerwca 2015                  | Ottawa, Kanada                   | Szwecja                          | 3:0                              | 4:1                              | Mistrzostwa Świata 2015                |
| 63.                              | 26 czerwca 2015                  | Montreal, Kanada                 | Francja                          | 1:1                              | 1:1                              | Mistrzostwa Świata 2015                |

Źródło:

## Nagrody

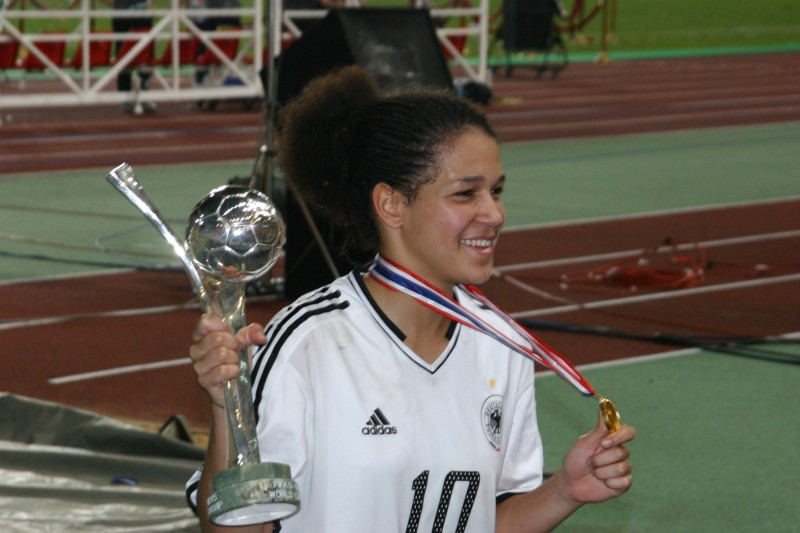
Okoyino da Mbabi z pucharem Mistrzostw Świata U-19 (teraz U-20)

### Klubowe
1. FFC Frankfurt
- Liga Mistrzyń UEFA: 2014–2015

### Reprezentacyjne
- Mistrzostwa Europy: Mistrz 2009, 2013
- Brązowy medal olimpijski: 2008
- Mistrzostwa świata U-19: Mistrz 2004

### Indywidualne
- Piłkarka roku w Niemczech: 2012
- Królowa strzelców Bundesligi kobiet: 2013–2014, 2014–2015[9]
- Królowa strzelców Ligi Mistrzyń UEFA: 2014–2015
- Brązowy medal Fritza Waltera 2005[3]
- Mistrzostwa Świata w Piłce Nożnej Kobiet 2015: Złoty but (najlepsza strzelczyni)[8]
- Najlepsza piłkarka w Europie: 2015[10]

## Życie prywatne
Šašić urodziła się w Bonn, jako córka Kameruńczyka i Francuzki. Jej nazwisko rodowe „da Mbabi” oznacza „(córka) Mbabiego", a "Okoyino” to spuścizna po babce ojca. Z uwagi na długie nazwisko, jako jedyna piłkarka kobiecej Bundesligi grała z imieniem Célia na koszulce. W reprezentacji zdecydowała się jednak na umieszczenie na koszulce pełnego nazwiska.
W 2007 roku, Okoyino da Mbabi ukończyła Friedrich-Ebert-Gymnasium w Bonn. Od października 2009 studiowała kulturoznawstwo na Uinwersytecie Koblenz-Landau. W sierpniu 2013 poślubiła chorwackiego piłkarza Marko Šašicia, przyjmując jego nazwisko.